# Dead Man Walkin'
Dead Man Walkin' è una compilation pubblicata dalla Death Row Records nel 2000, comprendente alcune registrazioni di Snoop Dogg effettuate dal 1993 al 1996, prima che Dogg lasciasse l'etichetta. La separazione fra Snoop Dogg ed il capo della Death Row Records Suge Knight non fu amichevole, ed il titolo di questa pubblicazione (Uomo morto che cammina) era una specie di avvertimento per Snoop Dogg.

## Tracce
1. May I featuring Lil' Malik (Prodotto da Soopafly)
2. C-Walkin' (Prodotto da Myrion e Big Hutch)
3. Head Doctor featuring Raphael Saadiq & Swoop G (Prodotto da Kurt Kobane Couthon)
4. Hit Rocks (Prodotto da DJ Pooh e Snoop Doggy Dogg)
5. Tommy Boy featuring Dat Nigga Daz (Prodotto da Dat Nigga Daz)
6. Change Gone Come (Prodotto da L. T. Hutton, Soopafly, Snoop Doggy Dogg)
7. Too Black  (Prodotto da L. T. Hutton, Snoop Doggy Dogg)
8. Gangsta Walk featuring Tha Dogg Pound (Prodotto da Dat Nigga Daz)
9. County Blues featuring Kevin Vernado (Prodotto da Big Hutch & Dat Nigga Daz)
10. I Will Survive featuring Kurupt, Techniec & Kevin Vernado (Prodotto da Soopafly)
11. My Favorite Color featuring Big Hutch (Prodotto da Myrion e Big Hutch)
12. Me e My Doggs featuring Techniec (Prodotto da L. T. Hutton & Snoop Doggy Dogg)